# Parte fracionária

Representação gráfica dos números inteiros.

Todo número real pode ser escrito na forma n + r onde n é um número inteiro (ou seja, parte inteira) e r a parte fracionária, a qual é um número real menor que 1. Para um número positivo escrito no sistema de numeração decimal, a parte fracionária corresponde aos dígitos que aparecem após o separador decimal.
A parte fracionária de um número real positivo x é {\displaystyle x-\lfloor x\rfloor }, onde {\displaystyle \lfloor \;\rfloor } é a parte inteira. Às vezes, este é mencionado como {\displaystyle \{x\},\langle x\rangle } ou {\displaystyle x\,{\bmod {\,}}1}.